# Joan Vallvé
Joan Vallvé este un om politic spaniol, membru al Parlamentului European în perioada 1999-2004 din partea Spaniei. 
1. ↑   (PDF) https://www.parlament.cat/document/composicio/150299.pdf Lipsește sau este vid: |title= (ajutor)
2. 1 2   (PDF) https://www.parlament.cat/document/composicio/150320.pdf, accesat în 28 august 2019 Lipsește sau este vid: |title= (ajutor)
3. 1 2   http://www.europarl.europa.eu/meps/en/1976/JOAN_VALLVE_home.html Lipsește sau este vid: |title= (ajutor)
4. ↑   https://www.parlament.cat/web/composicio/legislatures-anteriors/II-legislatura/index.html Lipsește sau este vid: |title= (ajutor)
5. ↑   https://www.parlament.cat/web/composicio/legislatures-anteriors/I-legislatura/index.htmlhttps://www.parlament.cat/web/composicio/legislatures-anteriors/I-legislatura/index.html Lipsește sau este vid: |title= (ajutor)